# Vasilij Ivanovič Čujkov
Vasilij Ivanovič Čujkov (31. lednajul./ 12. února 1900greg. Serebrjannyje Prudy, Tulská oblast – 18. března 1982 Moskva) byl sovětský voják, maršál a dvojnásobný hrdina SSSR (březen 1944 a duben 1945), a diplomat. Hrál významnou roli při obraně Stalingradu a dobývání Berlína.
Pocházel z rolnické rodiny. V roce 1918 vstoupil do Rudé armády a v letech 1918–1920 bojoval na Ukrajině, jižním Rusku a na Kavkaze a nakonec v Polsku. Na konci občanské války velel pluku. V letech 1923–1931 rotoval mezi Frunzeho vojenskou akademií, kde absolvoval některé zvláštní kursy specializované na Dálný východ, a Dálným východem, kde střídavě hrál úlohu diplomatického kurýra v Číně a člena štábu Vasilije Bljuchera.
V letech 1932–1935 vedl kurzy pro vyšší důstojníky a poté byl přeřazen k bojovým jednotkám (postupně velel mechanizované brigádě, 5. střelecké armádě a nakonec 4. armádě, se kterou se v září 1939 zúčastnil obsazení východní části Polska). Jeho dosavadní úspěchy udělaly dojem na jeho nadřízené a jelikož volných míst pro povyšování bylo po Stalinových čistkách v armádě dost, bylo jen logické, že se měl zúčastnit i přepadení Finska.

## Zimní válka

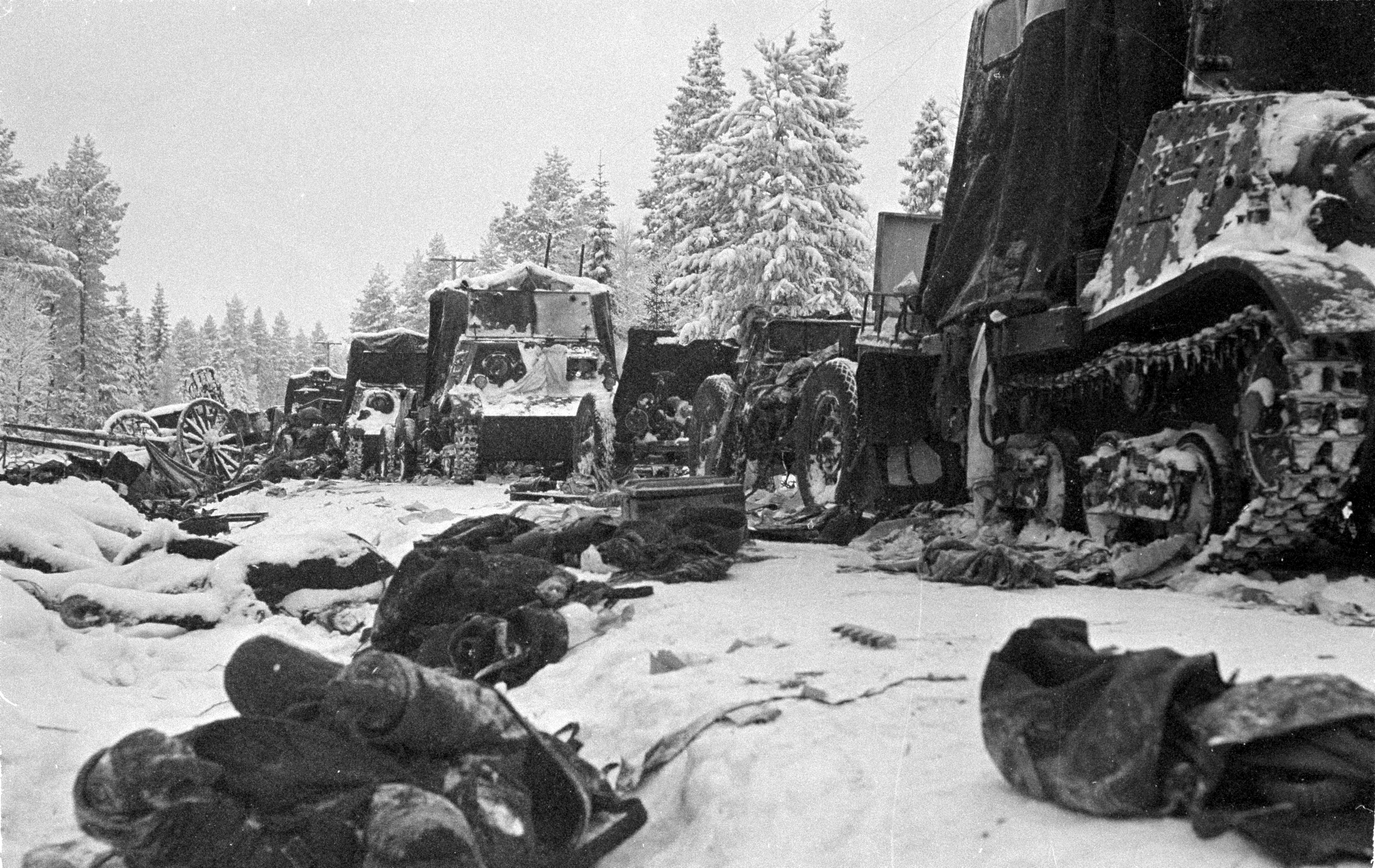
Ve Finsku se účastnil Čujkov bojů v severní Karélii a v průběhu bitvy o Suomussalmi nahradil velitele Duchanova: Raatská cesta, na níž v bitvě o Suomussalmi zanikla elitní 44. střelecká divize

V průběhu bitvy o Suomussalmi nahradil 22. prosince 1939 (tj. po zastavení sovětského postupu) v čele 9. armády jejího velitele Duchanova. Obtížnou situaci však vyřešit nedokázal a bitva skončila pro sovětskou stranu drtivou porážkou.

## Východní fronta druhé světové války
Navzdory tomu však Čujkov přežil a ani dopad na jeho kariéru nebyl drastický. V roce 1940 byl již jako generálporučík vyslán do Číny jako vojenský atašé. V roce 1941 se vrátil do Moskvy, ale jeho práce se opět týkala diplomacie, navzdory opakovaným žádostem o znovupřiřazení ke frontovým jednotkám. Později byl ale jmenován zástupcem velitele rezervního sboru dislokovaného v jeho rodišti, kde řídil výcvik vojáků. Většinu času však pouze formálně, neboť jej odstavila těžká zranění utrpěná při nehodě.[zdroj?]
V červenci 1942 dočasně velel 64. armádě přiřazené k jižnímu frontu v oblasti Stalingradu. Posléze jej nahradil generál Šumilov a Čujkov byl pověřen velením nad levým křídlem 64. armády. Jelikož se osvědčil, 8. září nahradil generálporučíka Lopatina ve funkci velitele 62. armády, hlavní síly bránící Stalingrad. Velení nad ní si podržel až do konce bitvy. V březnu 1943 byla přeorganizovaná 62. druhá armáda pod Čujkovovým velením a přejmenovaná na 8. gardovou armádu nasazena do bojů na pomezí Ukrajiny a Běloruska. V polovině roku byla převelena pod 1. Běloruský front, s nímž osvobozovala Bělorusko a Polsko a měla klíčovou úlohu v bitvě o Berlín. 2. května převzal Čujkov jménem Vrchního velitelství Rudé armády kapitulaci berlínské posádky.

## Po druhé světové válce
I po druhé světové válce setrvával Čujkov ve Východním Německu – do roku 1949 jako zástupce velitele sovětských okupačních vojsk, poté v hodnosti armádní generál až do roku 1953 jako velitel těchto vojsk on sám.
V roce 1953 se stal velitelem Kyjevské vojenské oblasti, o dva roky později získal hodnost maršál SSSR. V letech 1960–1964 byl vrchním velitelem sovětských pozemních sil. V roce 1972 odešel do důchodu.
Pomáhal navrhnout památník Stalingradské bitvy na Mamajově mohyle a je tam pohřben, jako první maršál SSSR mimo Moskvu.

## Knihy a paměti
V letech 1950–1972 sepsal mnoho knih a článků o své vojenské kariéře a zkušenostech. Jsou charakteristické zvýrazňováním vlastních zásluh, zkreslováním historických událostí v jeho prospěch a silně protižukovovským nábojem. Také se v nich vyhnul méně úspěšným obdobím své kariéry, zejména Zimní válce. V češtině vyšly tituly Začátek cesty, Nepokořené město: Ze zápisků o bojové cestě 62. armády, Hrdinové Stalingradu táhnou na západ, Konec Třetí říše, Velká vlastenecká válka 1941-1945 (spoluautor), slovensky rozsáhlé paměti příznačně nazvané Od Stalingradu po Berlín.